# 云燕街道
云燕街道是中华人民共和国山西省大同市云冈区下辖的一个镇。2021年3月，撤销马口街道、马脊梁街道和燕子山街道，合并设立云燕街道。以原马口街道、原马脊梁街道、原燕子山街道的行政区域为云燕街道的行政区域。

## 行政区划
云燕街道下辖以下原马口街道、原马脊梁街道、原燕子山街道的行政区域为云燕街道的行政区域。